# Rathaus Pankow
Das Rathaus Pankow ist das Verwaltungsgebäude der ehemaligen Gemeinde Pankow bzw. des Berliner Stadtbezirks (1920–1990), nun Dienstgebäude der Bezirksverwaltung und Sitz des Bezirksbürgermeisters des Bezirks Pankow. Das ursprüngliche Bauwerk wurde 1901–1903 nach Entwürfen von Wilhelm Johow in einer für das beginnende 20. Jahrhundert typischen Mischung verschiedener Baustile wie Neogotik, Neobarock und Jugendstilelementen errichtet. Sein Äußeres wurde durch die Verwendung von roten Klinkern zur Verblendung des Ziegelbaus auffällig gestaltet. An der Ecke Neue Schönholzer Straße erhielt es 1927–1929 einen Erweiterungsbau nach Plänen von Alexander Poeschke und Rudolf Klante. Dieser wurde vor allem in der Geschosshöhe dem Erstbau angepasst. Das Rathaus befindet sich in der Breiten Straße 24a–26 unweit des S-Bahnhofs Wollankstraße. Der gesamte Komplex steht seit den 1970er Jahren unter Denkmalschutz.

## Geschichte

### Entwurf und Bau des Rathauses
Das stetige Bevölkerungswachstum und die Entwicklung der Gemeinde Pankow zu einem beliebten Berliner Sommeraufenthaltsort in Verbindung mit dem Ausbau des Nahverkehrswesens vor den Toren Berlins führte dazu, dass die Gemeindeverwaltung den Bau eines eigenen und repräsentatives Rathauses beschloss. Als Standort wurde eine Fläche unmittelbar östlich des Angers festgelegt und ein Architekturwettbewerb ausgeschrieben, den der ortsansässige Wilhelm Johow gewann. Die Grundsteinlegung konnte bereits am 12. Juli 1901 erfolgen. Das Ereignis wurde im Niederbarnimer Kreisblatt (Pankow gehörte damals noch nicht zu Berlin) wie folgt beschrieben:

„Die festliche Grundsteinlegung bildete für die hiesige Bevölkerung ein geschichtliches Ereignis ersten Ranges. Der Bauplatz war mit bunten Flaggen und Girlanden geschmückt. Sämtliche Mitglieder der Gemeindevertretung und andere Gäste marschierten, an der Spitze Herr Amts- und Gemeinde-Vorsteher Gottschalk, in feierlichem Zuge nach der Baustelle, wo sich die Herren um eine erhaben stehende Bühne aufstellten. Nach einer Rede des Bürgermeisters wurde eine kupferne Kapsel in die Höhlung des Turmpfeilers eingelegt und mit einer Sandsteinplatte bedeckt. Richard Gottschalk führte die drei traditionellen Hammerschläge aus, die er mit den Worten begleitete: ‚Vom Leben aus, zum Leben hin, lebendig immerdar.‘ Nach dem Choral ‚Nun danket alle Gott‘ von der Kapelle geblasen, empfahl Pastor Beyer ‚den Bau dem Schutze des Höchsten‘ und wünschte, dass die lebenden und die künftigen Geschlechter das gute Gedeihen des Ortes alle Zeit erleben mögen.“

Bereits nach einem Jahr konnte der Bürgermeister seine Dienstwohnung in der ersten Etage beziehen.
Am 18. April 1903 wurde das Gebäude fertiggestellt und in einem feierlichen Akt eingeweiht im Beisein von rund 100 geladenen Gästen, darunter waren auch der Regierungspräsident Friedrich von Moltke, der Berliner Oberbürgermeister Martin Kirschner und der Berliner Polizeipräsident Georg von Borries. Der Rathausbau kostete die Gemeinde 396.664,89 Mark (kaufkraftbereinigt in heutiger Währung: rund 3 Millionen Euro). Zur Einweihung des Rathauses Pankow am 18. April 1903 krönte ein preußischer Adler das Gebäude, der im Zweiten Weltkrieg zerstört wurde. 1989 wurde in der Werkstatt des Künstlers Achim Kühn eine, nach einem Gipsmodell des Bildhauers Gorch Wenske, in Kupfer getriebene Kopie des Adlers hergestellt woran der Berliner Kupferschmied Peter Trappen beteiligt war. Zum 100-jährigen Geburtstag des Rathauses wurde der Adler vom 29. April bis zum 26. Oktober 2003 in der Empfangshalle des Rathauses ausgestellt. Angeblich wegen Differenzen zwischen Auftraggeber und Kühn scheiterte bislang (Stand 2023) der Versuch, den Adler wieder auf seinen angestammten Platz, auf der Türmchen-Laterne des Ziergiebels zu setzen.

### 1903–1927
In der Folge des Rathausbaus wurden in der näheren Umgebung weitere Straßen angelegt und Neubauten errichtet; die Bevölkerungszahl wuchs jährlich um rund 5000 Personen. Der bald ausbrechende Erste Weltkrieg wirkte sich auch auf die Verwaltungstätigkeit aus: weil viele Beamte zum Kriegsdienst eingezogen wurden, stellte man erstmals Frauen in die Gemeindeverwaltung ein. Das Amt hatte sich vor allem um die Ausgabe der Lebensmittelkarten und Bezugsscheine für Gegenstände des täglichen Bedarfs sowie Bearbeitung von Anträgen auf Unterstützungsgelder für die Frauen, deren Ernährer an der Front waren, zu kümmern.
Ab 1918 wurde auf der Ostseite des Ratsgebäudes ein Anbau vorgenommen, um für die gestiegene Anzahl Mitarbeiter mit den neuen städtischen Aufgaben vernünftige Arbeitsbedingungen zu schaffen.
Nach dem Weltkrieg, besonders ab dem Jahr 1920, als Pankow zusammen mit acht Landgemeinden und vier Gutsbezirken durch das Groß-Berlin-Gesetz zum 19. Verwaltungsbezirk der deutschen Hauptstadt wurde, erweiterte sich das Aufgabengebiet der Ratsangestellten enorm.

### Bauliche Erweiterung und Nutzung des Komplexes bis 1945
So beschloss die Ratsherrenschaft, einen größeren Erweiterungsbau an das Ratsgebäude ausführen zu lassen. Dieses Bauwerk wurde in der Häuserflucht direkt an den Erstbau in Richtung Neue Schönholzer Straße angefügt, wofür der provisorische Anbau wieder abgetragen werden musste. Die Verwaltung hatte sich für Entwürfe der Architekten Alexander Poeschke und Rudolf Klante entschieden und den einheimischen Baumeister Carl Schmidt mit der Ausführung beauftragt. Die Baukosten schlugen mit 648.000 Mark (kaufkraftbereinigt in heutiger Währung: rund 3 Millionen Euro) zu Buche. Im Jahr 1929 konnte dieses Gebäude eingeweiht werden.
Mit der „Machtergreifung“ der Nationalsozialisten wurde ein neues Bezirksparlament gebildet, Juden, Antifaschisten und andere unliebsame Personen wurden aus ihren Ämtern entfernt oder emigrierten. Schließlich, nachdem der Zweite Weltkrieg angezettelt worden war und dieser nach Deutschland zurückkehrte, hatten sich die verbliebenen Rathausangestellten um Wohnungs- oder Verkehrsprobleme, Lebensmittelversorgung aber auch um die Unterbringung von Fremdarbeitern zu kümmern. Ende 1944 wurde das Rathaus zu einer „Zentralen Verteidigungsstelle“ mit der Unterbringung von Beamten und Polizisten aus den aufgelösten Revieren. Trotz einer teilweisen Bewaffnung der Zivilpersonen und der Errichtung einer Panzersperre am Anger konnten die sowjetischen Truppen am 23. April 1945 das Rathaus kampflos besetzen.
Bis zum Mai 1945, dem Ende des Zweiten Weltkriegs, hatten die jeweiligen Ratsherren im Inneren der Gebäude immer wieder bauliche Änderungen vorgenommen, um eine bestmögliche Nutzung zu gewährleisten. Als das Tausendjährige Reich im April 1945 seinem Ende entgegenging, hatte der Bürgermeister Ahmels befohlen, das im Rathaus lagernde Archiv zu vernichten, bevor das Gebäude aufgegeben wurde.

### Das Rathaus als sowjetische Kommandantur (1945–1949)

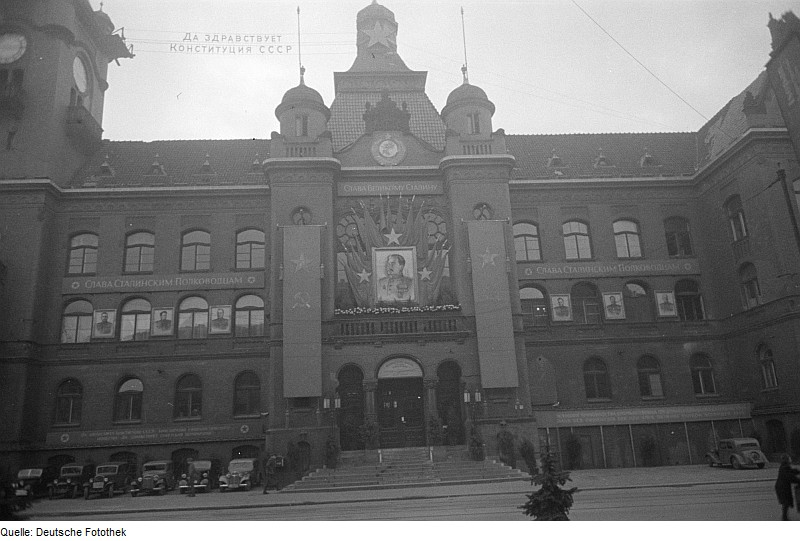
Pankower Rathaus als Sitz der sowjetischen Kommandantur, 1946
Inschriften auf den Transparenten: „Es lebe die Verfassung der UdSSR“, „Ruhm den Stalinschen Feldherren“ (zwischen den Fensterreihen) und „Ruhm dem großen Stalin“ (Mittelteil über dem Porträt)

Einige wenige Zerstörungen am Rathaus am Ende des Weltkriegs konnten rasch beseitigt werden und dann zog die sowjetische Stadtkommandantur in die Gebäude. Gleichzeitig nahm in den Räumlichkeiten auch das sowjetische Militärgericht seinen Sitz, das in der Folge u. a. den Sachsenhausen-Prozess gegen Aufsichtspersonen des KZ Sachsenhausen durchführte (siehe Geschichtstafel).
Das aus einem provisorischen Volkskomitee hervorgegangene (neue) Bezirksamtskollegium tagte in dieser Zeit zunächst in der Florastraße, danach im Gebäude der ehemaligen Erziehungsanstalt von Waisenknaben jüdischer Religion, Berliner Straße 121. Die neue Zivilverwaltung gab ihre Aufgaben in einem Aufruf wie folgt bekannt:

„1. Sicherstellung der Ernährung, 2. Sicherstellung des Sanitätswesens, 3. Unterbringung der Flüchtlinge, 4. Beseitigung der Verkehrshindernisse. Zur Feststellung der Esser findet eine Zählung der Einwohnerschaft statt. Häuser, Luftschutzkeller, Höfe, Straßen und Plätze sind gründlich zu säubern, um Seuchen vorzubeugen. Zwecks Wiederaufnahme des Verkehrs sind Barrikaden und Verkehrshindernisse abzutragen. Gräben und Trichter werden mit Schutt aufgefüllt. Im Übrigen verweisen wir auf die einschlägigen Kommandanturbefehle, deren strengste Befolgung im ureigensten Interesse der Einwohnerschaft liegt.“

In kürzester Zeit wurde die Bezirksverwaltung von zunächst 40 Mitarbeitern auf 1800 Personen erweitert und in mehrere Gemeindeausschüsse aufgeteilt, die eng mit der sowjetischen Kommandantur zusammenarbeiteten. 1946, nach offiziellen Neuwahlen, nahm die neue Pankower Bezirksverwaltung unter Erich Ryneck ihre Arbeit auf, allerdings weiterhin nicht im Rathaus. Die Abteilungen waren auf drei Standorte verteilt: Pestalozzistraße 41–43, Breite Straße 44 (Mendelsche Villa) und Breite Straße 43a.
Die Sowjet-Kommandantur zog Ende 1949 aus dem Rathauskomplex ab, sodass die Pankower Bezirksverwaltung ihre angestammten Gebäude am 18. Januar 1950 wieder übernehmen konnte.

### Pankower Parlament in der DDR-Zeit

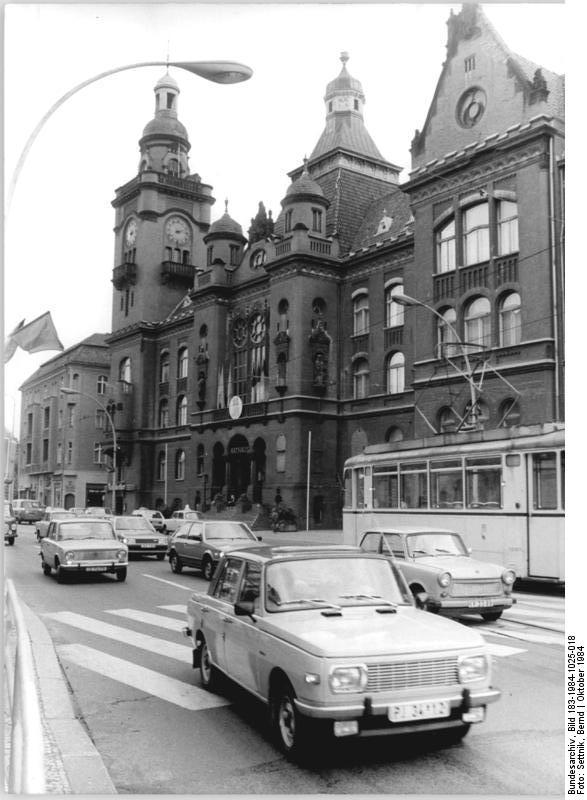
Älterer Teil des Rathauses, 1984

Die amtliche Bezeichnung der Kommunalverwaltung änderte sich 1952 von Bezirksamt auf Rat des Stadtbezirks. Im Inneren der beiden Rathausteile erfolgten Umbauten, unter anderem im Vestibül, am Treppenhaus und in den Zugangsbereichen. Außen mussten noch die Turmuhr repariert und der Sowjetstern von der Fassade entfernt werden.
Die am 13. August 1961 errichtete Berliner Mauer verlief in einiger Nähe zum Rathaus und durch den Stadtbezirk, sodass es kurzfristig zu Verkehrsproblemen infolge der Nichtbenutzbarkeit des Bahnhofs Wollankstraße kam.
In den Jahren 1983–1985 fanden in den Rathausbauten Sanierungsmaßnahmen statt, bei denen das ursprüngliche Ambiente weitestgehend wieder hergestellt werden konnte.
Ab den 1970er Jahren erfolgten erneute Verwaltungsänderungen; Pankow gab die Ortsteile Heinersdorf, Blankenburg und Karow an den Stadtbezirk Weißensee ab. Trotz Eingaben und Diskussionen wurde die Umstrukturierung im Januar 1986 festgeschrieben. Die Zuständigkeit der Ratsmitarbeiter verringerte sich auf etwa die Hälfte der bisherigen Einwohnerzahl.
Der allgemeine ökonomische und moralische Niedergang in der DDR führte schließlich auch zu entsprechenden gesellschaftlichen Änderungen in Pankow. Der erste Runde Tisch versammelte sich im Pankower Rathaus am 9. Dezember 1989, an dem 30 Vertreter aus etablierten und neugegründeten gesellschaftlichen Organisationen teilnahmen.

### Nach der Wende
Im Mai 1990 gab es die erste Kommunalwahl nach der politischen Wende, in deren Ergebnis eine völlig neue Mannschaft in das Pankower Rathaus kam, dem der Bürgermeister Harald Lüderitz vorstand und dem weitere sieben Personen angehörten. Für die Gesamtberliner Belange war ab jetzt der Senat von Berlin zuständig, dem die Bezirksämter unterstellt wurden. Das Rathaus blieb weiterhin Sitz des Bezirksparlaments, das seitdem Bezirksverordnetenversammlung heißt. Einen wesentlichen Einschnitt gab es noch einmal im Jahr 2001, als die Anzahl der Berliner Bezirke auf zwölf verringert wurde und dem neuen Bezirk Pankow nun die ehemaligen Stadtbezirke Prenzlauer Berg und Weißensee als Ortsteile zugeordnet wurden. Die Anzahl der Mitarbeiter erhöhte sich dadurch auf 3030 Beamte, was auch die Nutzung der vorhandenen Dienstgebäude und die Raumbelegung im Rathaus Pankow beeinflusste.
Nach den schrittweise durchgeführten Gebäudesanierungen und angepassten Raumkonzeptionen befinden sich seitdem die Diensträume für den Bezirksbürgermeister und für alle Abteilungen in den beiden Rathausteilen. Die früheren drei Stadtbezirksrathäuser dienen als Bürgerämter und verteilen sich auf insgesamt 25 Bürodienstgebäude.
Im Spätherbst 2015 beschloss die BVV eine umfassende Fassaden- und Dachsanierung des Rathausgebäudes. Außerdem sollten eine Trafo-Station verlegt und Bauten auf dem Rathaushof abgerissen werden. Im Etat des Berliner Senats sind für diese Maßnahmen 1,8 Millionen Euro festgeschrieben worden. Der Bau begann im Herbst 2016, der damals vorgesehene Abschluss Ende 2017 wurde nicht eingehalten.
Mit den Maurerarbeiten wurde das Ingenieurbüro Bauer beauftragt, das den Architekten Goller für Planung und Bauüberwachung einsetzt. Die Fassaden- und Dachsanierung erfolgte bis 2019. Während der COVID-19-Pandemie in Berlin diente das Rathaus als Pandemiezentrale für Berlin. Dort wurde das Personal konzentriert und dort tagte der Krisenstab der Bezirksstadträte.
2023 wurde der Eingang des Rathauses saniert, um Barrierefreiheit zu gewährleisten. 2024 waren erneut umfassende Sanierungsarbeiten nötig, um das Dach des Rathauses denkmalgerecht zu sanieren. Die Kosten beliefen sich auf rund 1,4 Millionen Euro.

## Architektonische Details zum Rathauskomplex

### Überblick
Das Rathausensemble ist ein dreigeschossiges Gebäude (Kernbau) im Architekturmix mit Uhrenturm und weiterem Zierrat wie einem Ziergiebel zur Straßenseite, einer Laterne und Rundtürmchen auf dem Dachaufsatz. Der Erweiterungsbau ist ein schlichterer Klinkerverblendbau im Stil des Expressionismus mit einem Souterrain, deren Ecke in Rundbogenform offen gestaltet ist. Darunter befindet sich der Treppenaufgang.

### Kernbau
Der Kernbau ist ein breit gelagertes dreigeschossiges Bauwerk, verblendet mit roten Klinkern und rotem Sandstein mit einem Sockel aus schlesischem Granit.

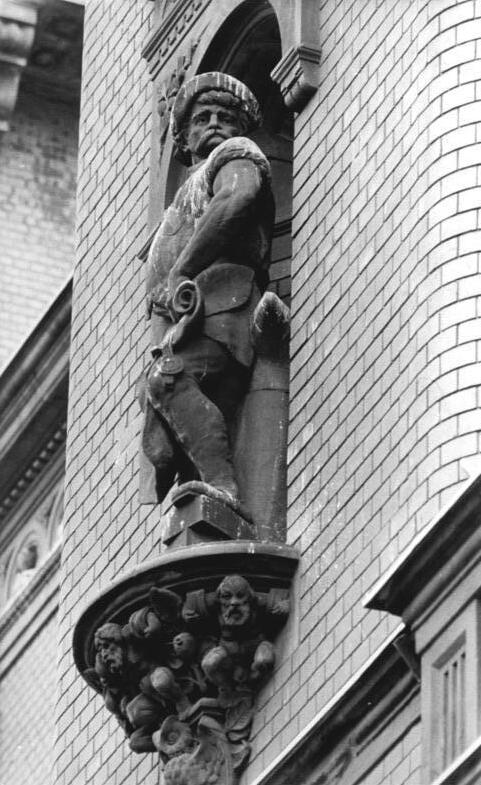
Allegorie Bürgerfleiß

Die Fassade zur Breite Straße ist ein lebhaft gegliedertes Bauteil, abgeschlossen mit einer Brüstung und Ecktürmen. In Fassadennischen befanden sich vier vom Pankower Bildhauer Paul Sponar ausgeführte Figuren als Allegorien der Bürgertugenden: Gerechtigkeit, Bürgerfleiß (Die Arbeit), Bürgerehre und Mildtätigkeit. Eine der Figuren verschwand am Ende des Zweiten Weltkriegs.
In dem Eckturm zur Mühlenstraße hin gibt es eine große Rathausuhr mit runden Zifferblättern in alle vier Himmelsrichtungen, abgeschlossen mit Turmhelm und Laterne. Die Spitze musste wenige Tage nach der Einweihung gekürzt werden, weil sie bei starkem Wind abzubrechen drohte.
Auf jeder Seite betonen Risalite das Bauwerk, die sich den Straßengegebenheiten anpassen und unterschiedlich geformt sind. Der westliche Vorbau ragt etwa zwei Meter vor und ist mit einem Ziergiebel abgeschlossen, an dessen Spitze noch zwei kleinere Schmucktürmchen aufgesetzt wurden. Der östliche Vorbau tritt nur geringfügig hervor, dafür setzt er sich in dem Uhrenturm mit quadratischem Grundriss fort, der auf jeder der vier Seiten einen Balkon erhielt.
Der Zugang in der Mitte des Kernbaus erfolgt über eine Freitreppe, die an einem dreibogigen Portal endet. Über dem Portal befindet sich in einer Kartusche die Inschrift „Gott mit uns“ und darüber breitet ein preußischer Adler seine Schwingen aus. Das Foyer ist als dreischiffige Eingangshalle ausgebildet. Die Wände sind reich gegliedert, mit jugendstilartigen Stuckornamenten geschmückt, außerdem gibt es Baluster und Säulen.
Das erste Obergeschoss beherbergte anfangs die Wohnung des Bürgermeisters, zu der die zwei zur Breite(n) Straße sichtbaren Erker gehörten. Später wurden die Zimmer zu Diensträumen umgestaltet. Hier befindet sich der Sitzungssaal, dessen großes Fenster von der Kunstanstalt für Glasmalerei und Raumverglasung aus Wilmersdorf (Inhaber: Josef Scherer, Kaiserallee 112) ausgeführt worden war. Es zeigte im Mittelteil die Personen der Gemeindeverwaltung, in einem Nebenfeld den in Pankow blühenden Gartenbau und im anderen die stets einsatzbereite Freiwillige Feuerwehr des Ortes.
Benachbarte Fenster waren ursprünglich mit farbigen Darstellungen der vier Bürgertugenden versehen. Diese Fenster gingen im Chaos des Zweiten Weltkriegs verloren; an ihrer Stelle wurden neue Symbole, unter anderem ein DDR-Wappen, angebracht, das nach 1990 entfernt worden ist.
Das Dach des Erstbaus war anfangs komplett mit Kupferschindeln belegt, von denen einige im Ersten Weltkrieg als Spende des deutschen Volkes abgeliefert und gegen Dachziegel ausgetauscht wurden. Nur die Turmdächer tragen seitdem noch Kupferbleche. Die Spitze des mittleren Turmes ist mit einer vergoldeten Reichskrone geschmückt.
Die Baukosten für das 1903 eingeweihte Rathaus betrugen mehr als eine halbe Million Mark.
Im Erdgeschoss wurden ein Kolonialwarengeschäft, dessen Besitzer gleichzeitig eine Nebenstelle der Niederbarnimer Kreissparkasse verwaltete, und eine Eisen- und Kurzwarenhandlung eingerichtet.
In der Zeit des Nationalsozialismus wurden die Kellerwände mit Beton und die Decken mit Stahlträgern verstärkt und so zu bombensicheren Luftschutzräumen umgestaltet.
Ein im Februar 2001 zwischen Rathausfoyer und Bürgerberatung bei Bauarbeiten freigelegter 50 Quadratmeter großer und etwa 2,50 Meter hoher Betonklotz füllte das hier gelegene Zimmer bis zu einer Höhe von 1,60 Meter aus. Er stellte – entsprechend den erfolgten Nachforschungen – einen gesonderten Trümmerschutz gegen einstürzende Rathausmauern dar und wurde im Anschluss durch Mitarbeiter des Technischen Hilfswerks vorsichtig abgetragen. Nach der Renovierung wird der so gewonnene Raum als Bürgeramt genutzt.
Der inzwischen stark verwitterte aus Sandstein bestehende Bauschmuck wie Ornamente, Wappen und Gesimse an der Fassade, wurde im Zeitraum 2002 bis 2004 restauriert.

### Erweiterungsbau 1927
Der Anbau hebt sich durch ein kompakteres Äußere und eine etwas zurückhaltendere dunkelbraune Farbgebung vom Ursprungsbau deutlich ab. Sein Architekturstil wird dem Expressionismus zugeordnet. Der Bauschmuck konzentriert sich hier auf reiches aus Kunststein geformtes Zierwerk über den Fensterbögen und am Gesims. Dieses Gebäude ist über dem Attikageschoss mit einem Zeltdach abgeschlossen.

## Räumlichkeiten und ihre Nutzung

### Ratssaal
Wie in jedem Rathaus gehört ein großer Sitzungssaal zur wichtigsten Ausstattung. Dieser befindet sich in der ersten Etage, neben seiner aus Holz gefertigten Eingangstür macht je ein Paar mit Blattgold belegte Säulenimitate auf die Bedeutung aufmerksam. Der große Raum ist holzgetäfelt und verfügt über eine Empore, mehrflammige Kronleuchter schmücken die Stuckdecke. Der Ratssaal dient inzwischen auch als Raum für kommunale und kulturelle Veranstaltungen. In den Fluren und Foyers gibt es seit den späten 1990er Jahren regelmäßig interessante und aktuelle Ausstellungen, beispielsweise im Jahr 1998 Jüdisches Leben in Pankow vom Anbeginn zum Neubeginn und Wider das Vergessen – „Auschwitz“.
Im Ratssaal werden einmal monatlich auch Konzerte veranstaltet, zu denen die Musikschule Pankow und ihr Freundeskreis einladen.
Die Arbeitsräume für den Bürgermeister liegen neben dem Sitzungssaal zur Breiten Straße hinaus.

### Erdgeschoss mit Trauzimmer
Im Erdgeschoss wurde 1979 ein Trausaal eingerichtet, dessen Ausstattung aus einem nach Entwurf von Ludwig Hoffmann 1901 erbauten und 1974 abgerissenen Feuerwehrhaus aus dem Fischerkiez stammt. Weil die Raumabmessungen hier in Pankow etwas reichlicher ausfielen, wurden die Wand- und Deckenteile durch dem Original nachgebildete Stücke vergrößert. Die hölzernen Paneele und Deckenverkleidungen stammen von dem Bildhauer Ernst Westpfahl. Sie sind üppig in neobarocken und Jugendstil-Formen gehalten und werden ergänzt durch einen repräsentativen Kronleuchter, Stuckreliefs sowie ein Kaminimitat. Dieses historische Trauzimmer wird weiterhin gern von Brautpaaren nicht nur aus Pankow genutzt.

### Ratskeller
Das Pankower Rathaus verfügt, wie viele andere zu Beginn des 20. Jahrhunderts errichtete Rathäuser, über einen Ratskeller, der am 9. Oktober 1902 eröffnet wurde aber erst 1907 als Gastwirtschaft für jedermann seinen Betrieb aufnahm. In dem Gewölbekeller trafen sich die Stadtväter vor oder nach Sitzungen. Er wurde nach 1990 zunächst von einem externen Betreiber weitergeführt, im Jahr 2000 jedoch geschlossen. Die BVV suchte eine neue Nutzung. Nachdem im Jahr 2005 der Verkauf mit dem Ziel der Wiedereröffnung als böhmisches Spezialitätenrestaurant kurz vor dem Vertragsabschluss stand, ist das aber wegen zu hoher Sanierungskosten (geschätzt mindestens 500.000 Euro) und wahrscheinlich unwirtschaftlicher Führung aufgegeben worden. Die Räumlichkeiten dienen seit 2006 als öffentlich zugängliches Depot des Museumsverbundes Pankow.

## Umgebung

### Weitere kommunale Einrichtungen

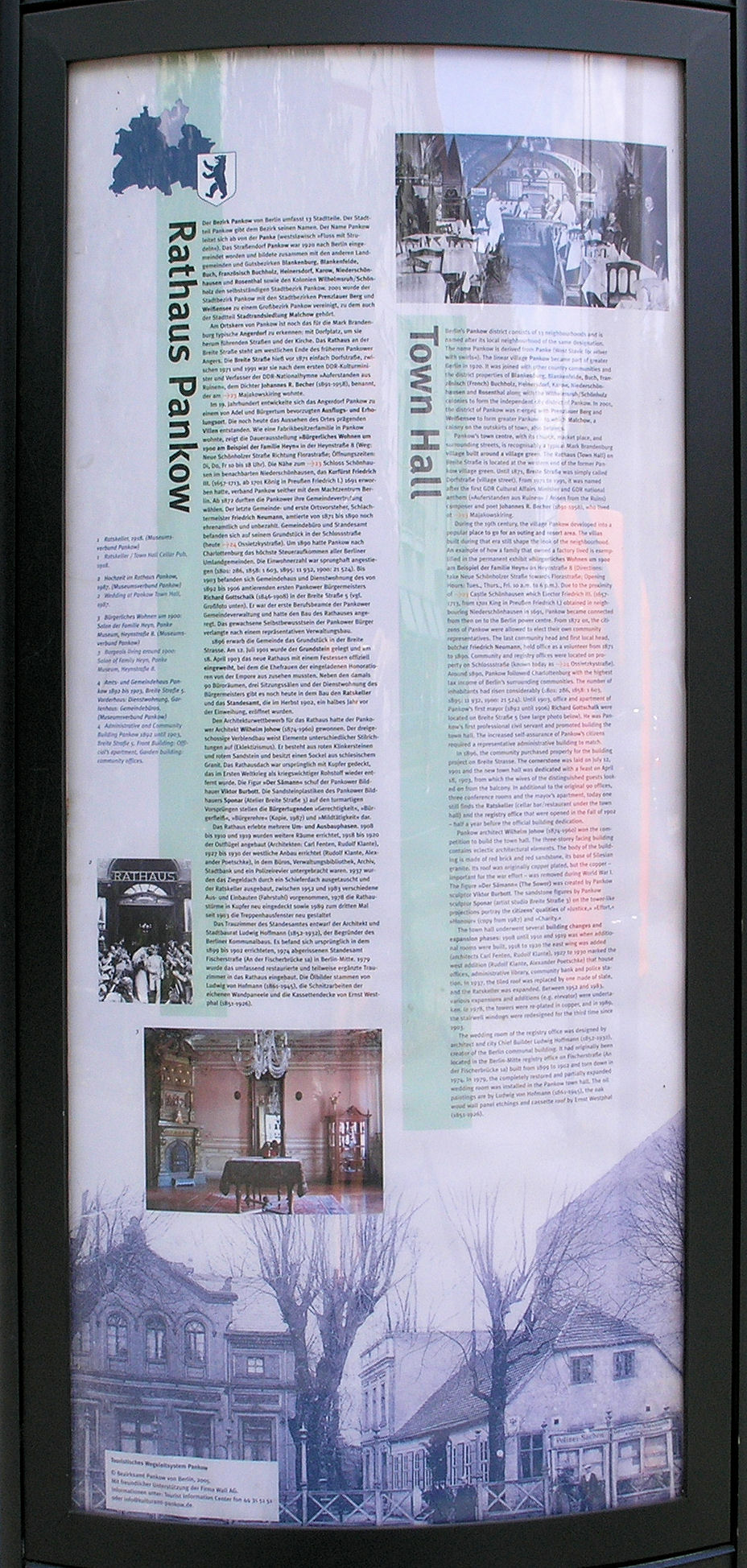
Geschichtstafel in der Breite(n) Straße

Bevor das Rathaus(kern)gebäude zur Ausführung kam, entstand 1887 an der Breite(n) Straße 24a das erste Postamt, in das später, als ein neues Postgebäude in der Berliner Straße eingeweiht worden war, die Polizei einzog.
Ebenfalls Ende des 19. Jahrhunderts hatte die Gemeindeverwaltung bereits in der Tiefe der Grundstücke Breite Straße 25/26 ein Schulgebäude errichten lassen. Es war zunächst die Gemeindeschule für Knaben, dann die Oberrealschule; ab 1939 die Karl-Peters-Schule, Oberschule für Jungen. Dieser Schulkomplex wurde in der Folge in Richtung Görschstraße noch erweitert. Er trägt seit den späten 1990er Jahren den Namen Carl-von-Ossietzky-Gymnasium und steht unter Denkmalschutz.

### Geschichtstafel
Unmittelbar vor dem Rathauskomplex wurde in den 1990er Jahren auf dem Bürgersteig eine Informationstafel zu diesem Bauwerk aufgestellt, das in deutscher und englischer Sprache die wichtigsten Punkte der Rathausgeschichte wiedergibt. Vor allem enthält sie einen Kurzbericht über den hier am 23. Oktober 1947 im Rathaus Pankow vor einem sowjetischen Militärgericht durchgeführten Prozess gegen den Lagerkommandanten sowie 15 Angehörige des Bewachungskommandos vom KZ Sachsenhausen. Angeklagt wegen Kriegsverbrechen und Verbrechen gegen die Menschlichkeit, wurden 14 von ihnen zu lebenslanger Haft mit Zwangsarbeit verurteilt.

### Einkaufszentrum
Mit den gesellschaftlichen Veränderungen der 1990er Jahre ging auch der Bau größerer Einkaufskomplexe einher. Ein solches Gebäude entstand schräg gegenüber dem Rathaus und erhielt von seinen Erbauern und Betreibern den Namen Rathaus-Center Pankow.

## Liste der Bürgermeister von Pankow
Bevor das hier dargestellte Ratsgebäude in Betrieb ging, setzte sich besonders der damals amtierende Bürgermeister Richard Gottschalk für den Neubau ein (er hatte sein Amt von 1900 bis 1906 inne).
In der Bürgermeistersuite des Rathauses bestimmten die nachfolgend genannten Personen die Politik des Bezirks:
| Name (in Klammern: 000000Parteimitgliedschaft)000000 | Amtszeit  | Bemerkung |
| ---------------------------------------------------- | --------- | --- |
| Wilhelm Kuhr                                         | 1906–1914 | Zuvor Bürgermeister in Burg (bei Magdeburg), dann Zweiter Bürgermeister in Pankow; hatte wesentlichen Anteil am Ankauf des Geländes für den Bürgerpark Berlin-Pankow   |
| Gustav Stawitz                                       | 1914–1924 | Ab 1920 wurde der Bürgermeister zusätzlich durch einen Direktor für den neugebildeten 19. Verwaltungsbezirk (Pankow) unterstützt. Die Leitung übertrug man Ernst Böhm. |
| Wilhelm Kubig                                        | 1924–1924 | |
| Hans Meißner (DVP/NSDAP)                             | 1924–1944 | |
| Bernhard Ahmels (NSDAP)                              | 1944–1945 | |
| Bruno Mätzchen (KPD/SED)                             | 1945–1946 | 1. Juni 1945 – 6. Dezember 1946 |
| Erich Ryneck (SPD)                                   | 1946–1948 | 6. Dezember 1946 – Mitte Dezember 1948 |
| Otto-Heinz Gahren (LDP)                              | 1948–1950 | von Dezember 1948 |
| Hermann Selbach (LDP)                                | 1950–1951 | |
| Martin Dietrich (LDP)                                | 1951–1952 | |
| Frieda Weiß (SED)                                    | 1953–1961 | |
| Gerhard Kirschbaum (SED)                             | 1961–1971 | |
| Horst Ansorge (SED)                                  | 1971–1981 | |
| Hans Walter (SED)                                    | 1981–1988 | |
| Heinz Mohn (SED)                                     | 1988–1989 | |
| Uwe Hauser (PDS)                                     | 1989–1990 | Dezember 1989 – Februar 1990; amtierend wegen Abwesenheit von Heinz Mohn                                                                                               |
| Nils Busch-Petersen (parteilos)                      | 1990      | März – Mai 1990 |
| Harald Lüderitz (SPD)                                | 1990–1992 | ab Juni 1990 erster neugewählter Bürgermeister nach der politischen Wende                                                                                              |
| Jörg Richter (SPD)                                   | 1992–1999 | |
| Gisela Grunwald (PDS)                                | 1999–2001 | |
| Alex Lubawinski (SPD)                                | 2001–2002 | |
| Burkhard Kleinert (PDS/Die Linke)                    | 2002–2006 | |
| Matthias Köhne (SPD)                                 | 2006–2016 | ab November 2006 |
| Sören Benn (Die Linke)                               | 2016–2023 | |
| Cordelia Koch (Bündnis 90/Die Grünen)                | seit 2023 | |

## Verwaltungseinheiten der BVV Pankow
Im Rathaus Pankow ist die Abteilungen Kultur, Finanzen und Personal (Explizit: Steuerungsdienst, SE Finanzen und Personal) sowie das Amt für Bürgerdienste und ein Teil des Regionalen Sozialen Dienstes untergebracht. Die früheren Rathäuser in den Pankower Ortsteilen Prenzlauer Berg und Weißensee dienen heute als Dienstgebäude für die verschiedenen Ämter/Serviceeinheiten des Bezirksamts. Der Stadtrat für Umwelt und Öffentliche Ordnung sowie die Stadträtin für Jugend, Wirtschaft und Soziales haben ihren Sitz in der Fröbelstraße im Ortsteil Prenzlauer Berg. Der Stadtrat für Stadtentwicklung und Bürgerdienste in der Darßer Straße im Ortsteil Heinersdorf. Der Stadtrat für Schule, Sport, Gesundheit und Facility Management hat seinen Dienstsitz im Rathaus Weissensee im Ortsteil Weißensee.